# 恵那市中央図書館
恵那市中央図書館（えなしちゅうおうとしょかん）は、岐阜県恵那市長島町中野二丁目2番地5にある公共図書館。
2007年（平成19年）7月7日に開館した。株式会社バロー（本店は恵那市）創業者の伊藤喜美が理事長を務める財団法人伊藤青少年育成奨学会による寄贈で開館したことから、伊藤文庫という愛称を持つ。民間の財団によって寄付された公共図書館は全国的に見て珍しいとされる。

特に子どもの読書活動に力を入れている。2019年度末の蔵書数は247,721冊、2019年度の貸出数は296,365冊であり、2019年度の市民1人あたり貸出数は4.3冊である。マスコットキャラクターとして「ブンさんとクンたん」がある。公衆無線LANフリースポットに対応した施設である。

## 歴史

### 恵那市図書館（1984年～2007年）
1984年（昭和59年）5月、恵那文化センターに恵那市図書館が開館した。恵那文化センターは恵那市中央公民館、恵那市文化会館、恵那市図書館を併せ持つ複合施設である。1997年（平成9年）4月、岐阜県の市町村立図書館としては初めてインターネット上に蔵書目録(OPAC)を公開した。
2004年（平成16年）10月25日には〈旧〉恵那市、恵那郡岩村町、山岡町、明智町、上矢作町、串原村の1市4町1村が合併し、〈新〉恵那市が発足した。4町1村には公共図書館は存在しなかった。恵那市図書館の来館者数は年間約3万5000人だった。
開館当初は5万5000冊程度の蔵書数を想定していたが、2006年時点の蔵書数は10万冊を超えていた。恵那市図書館の床面積は737.97m2しかなく、閲覧スペースにも書架を並べないといけない状態だった。また、合併後の恵那市の面積は500km2を超えており、すべての市民が図書館を利用するには不便な立地条件だった。

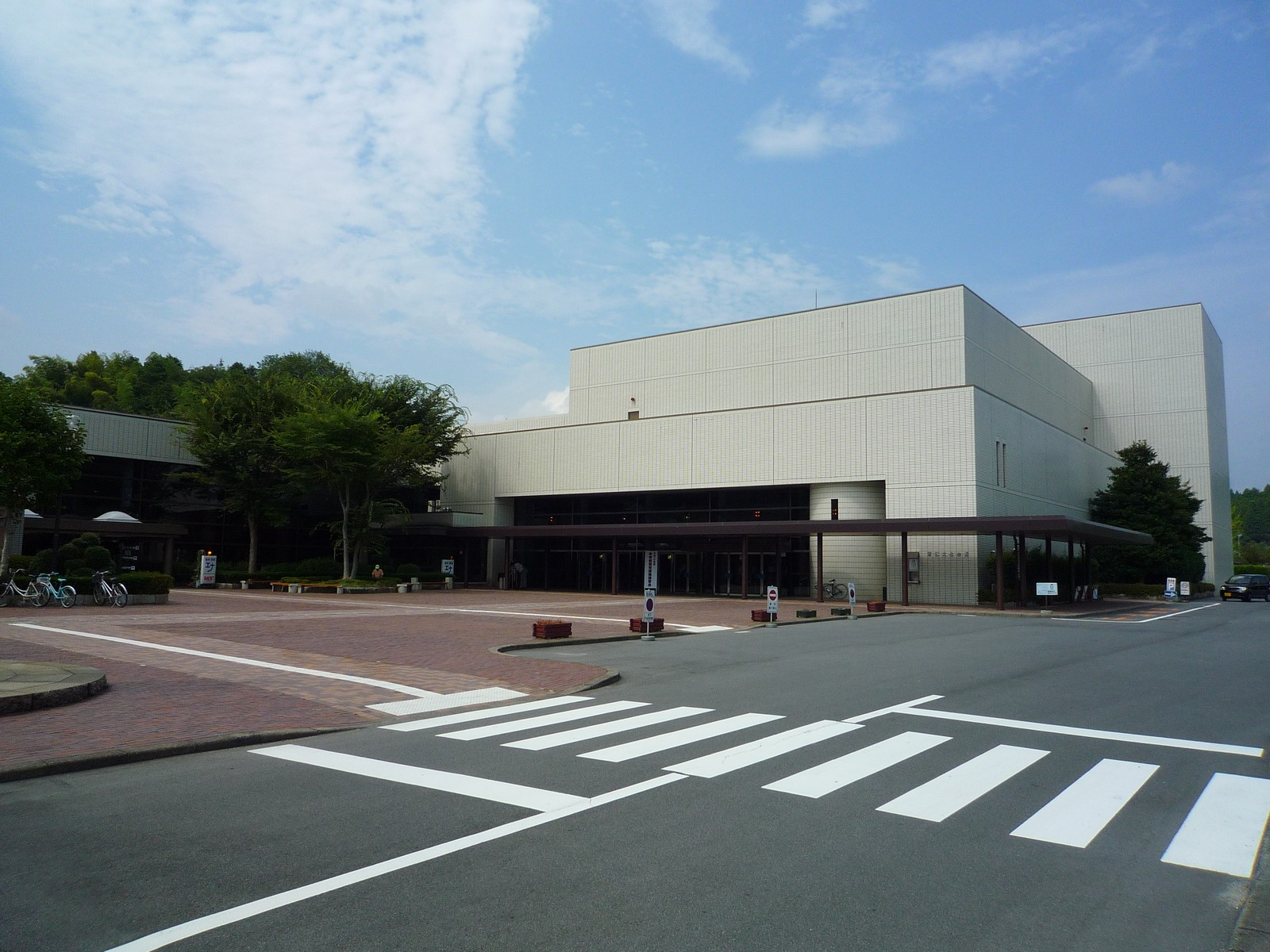
恵那文化センター

### 恵那市中央図書館（2007年～）
2006年（平成18年）4月11日、財団法人伊藤青少年育成奨学会が図書館を建設して恵那市へ寄付することを表明した。伊藤青少年育成奨学会は株式会社バロー（本店は恵那市）創業者の伊藤喜美が理事長を務める財団法人である。伊藤青少年育成奨学会は建設費だけでなく約2万3000冊の蔵書も寄贈している。
同時に新図書館の実施設計に着手し、同年8月24日には新図書館の建設に着工。2007年（平成19年）3月1日には移転準備のために恵那市図書館が長期休館に入り、仮設図書館が設置された。同年5月10日には新図書館が竣工し、7月7日に恵那市中央図書館が開館した。総工費は約10億円であり、床面積や初夏の容量は旧館の数倍の規模となった。図書館の周囲には公園が整備された。
恵那市中央図書館の開館後、恵那市図書館だった施設は恵那市こども元気プラザとなった。2008年（平成20年）には寄贈者の伊藤が恵那市名誉市民に推挙されている。
2009年（平成21年）3月31日には子どもの読書活動推進計画を策定し、4月11日には図書館サポーターえなが設立された。2010年（平成22年）4月23日には「子どもの読書活動優秀実践図書館」として文部科学大臣表彰を受けた。同年10月にはセカンドメッセージ事業を開始し、2011年（平成23年）4月にはファーストメッセージ事業を開始した。
2012年（平成24年）7月14日には恵那市中央図書館の開館5周年記念式典を挙行した。2013年（平成25年）1月25日には図書システムネットワークの構築が完了し、恵那市中央図書館、恵那市内の小中学校、恵那市内のコミュニティセンターがネットワークで結ばれた。2014年（平成26年）1月9日には恵那市の市制10周年を記念して、「伊藤文庫」という銘板が設置された。
2014年（平成26年）3月31日には「第二次恵那市子どもの読書活動推進計画（平成26～30年度）」を策定した2015年（平成27年）1月には新図書館システム「エルシエロ」ど導入して稼働を開始した。同年4月には学校巡回司書を恵那市文化振興会から移管され、恵那市中央図書館による巡回を開始した。同年7月7日には伊藤文庫という愛称の由来である伊藤喜美が死去し、7月25日からは追悼展を開催した。
2017年（平成29年）7月6日には恵那文化センターで図書館開館10周年記念式典を挙行し、さかなクンによる記念講演会「さかなクンのぎょぎょとびっくりお魚のお話し」を開催した。2019年（平成31年）3月には「第三次恵那市子どもの読書活動推進計画（令和元年度～令和5年度）」を策定した。

## 施設
1階
- 一般開架、新聞・雑誌コーナー、読書テラス、子どもインフォメーションコーナー、ジュニアコーナー、子どもの本のコーナー、おはなしの部屋、おはなしテラス

2階
- 郷土資料室、セミナールーム、閉架書庫、小会議室

屋外
- 国鉄C12形蒸気機関車 74号機

### 国鉄C12形蒸気機関車
敷地内には国鉄C12形蒸気機関車の74号機が静態保存されている。1934年（昭和9年）3月に三菱造船神戸造船所で製造された機関車であり、1950年（昭和25年）に中津川機関区に配属され、国鉄明知線（現・明知鉄道明知線）の主力機関車として走った車両である。1972年（昭和47年）に廃車となって恵那市役所敷地内に保存され、2007年（平成19年）の恵那市中央図書館開館時に移設された。

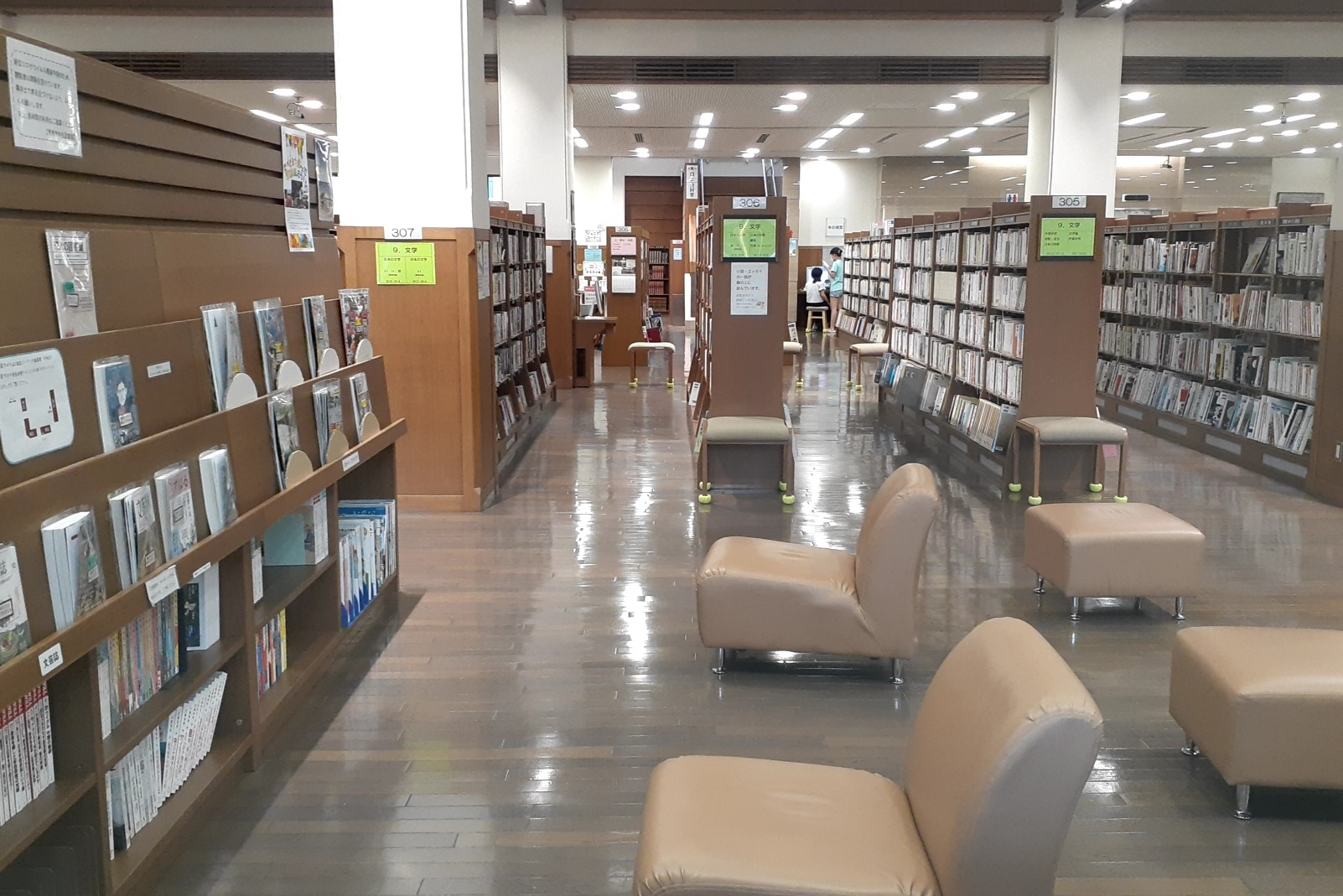
雑誌コーナー
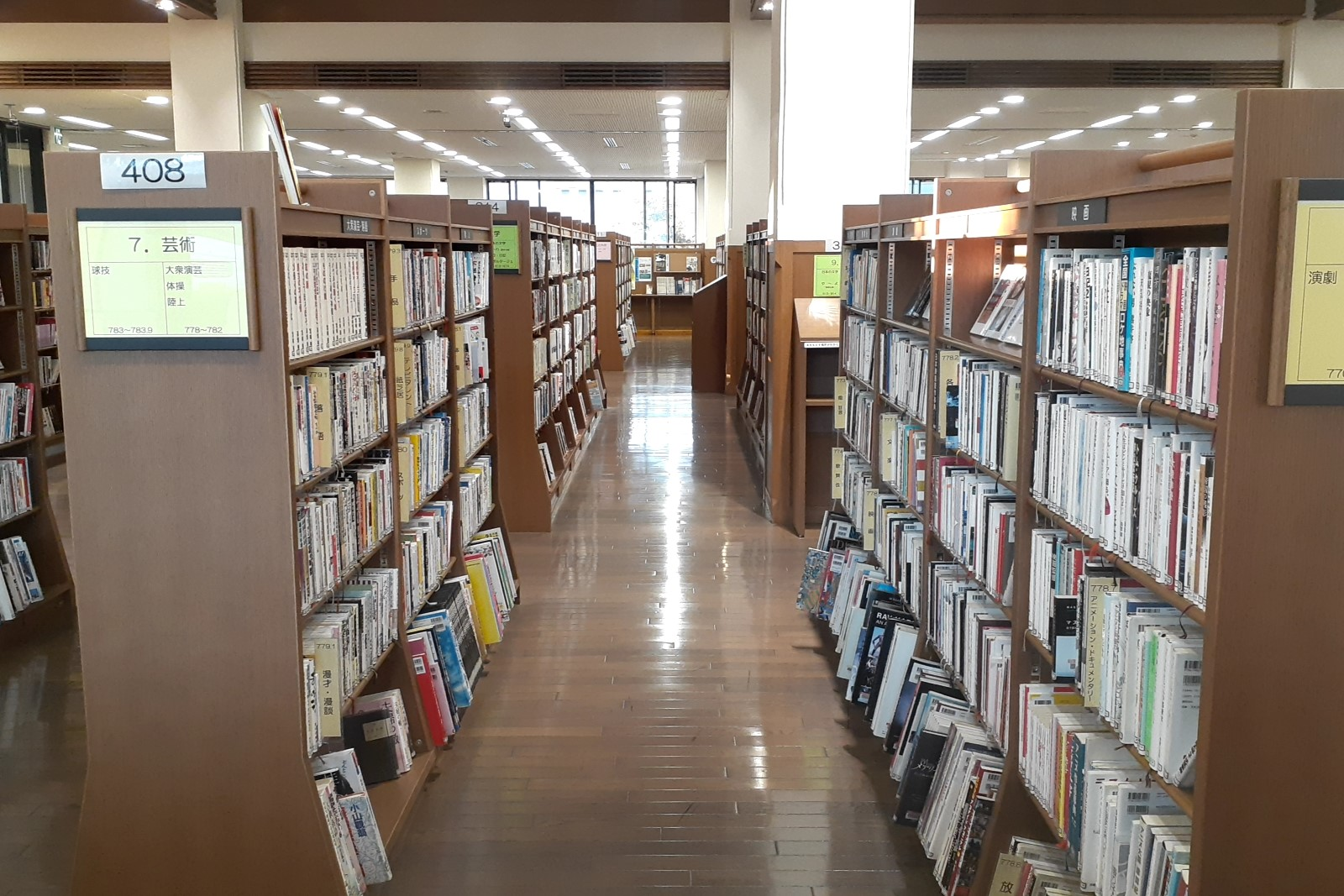
一般書の書架
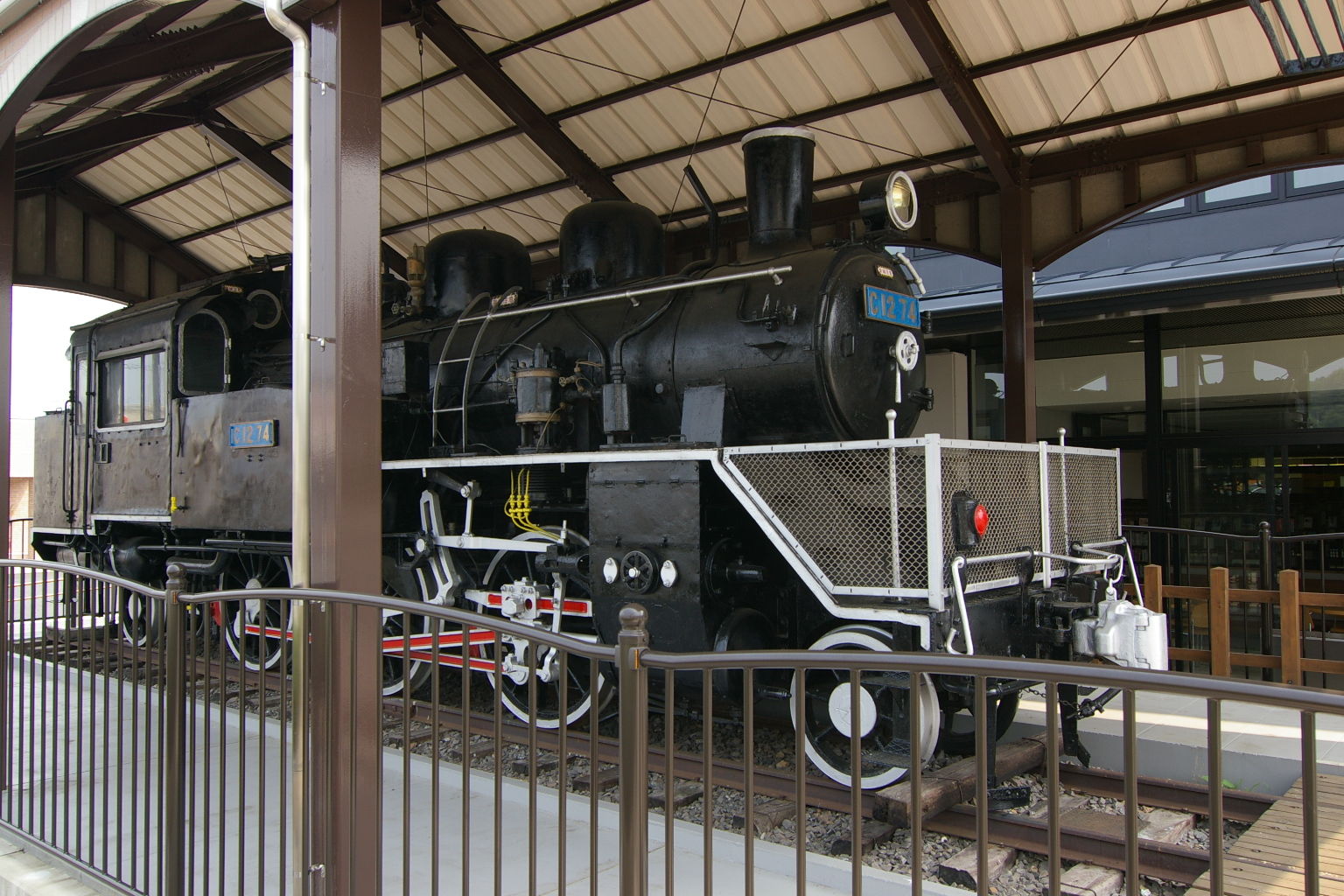
敷地内にある国鉄C12形蒸気機関車

## 利用案内
休館日
- 毎週月曜日（その日が祝日の場合はその翌日）
- 祝日の翌日（その日が土日祝祭日の場合はその翌日）
- 図書整理日（毎月最終木曜日）
- 12月29日-1月3日
- その他、図書館が定める日（館内図書特別整理期間、蔵書点検など）

開館時間
- 平日：午前10時-午後8時
- 土日祝祭日：午前10時-午後6時

交通アクセス
- JR中央本線・明知鉄道恵那駅より徒歩10分。